# Polibek vyhnanství
Polibek vyhnanství je český název knihy, kterou napsal v roce 1991 americký spisovatel George Effinger. Originální název románu je The Exile Kiss. Je to třetí část jím napsané trilogie Marid Audran a je zařazována do literatury science – fiction.

## Technická data o knize
Vydavatelem českého vydání bylo nakladatelství Polaris Václava Svobody z Frenštátu pod Radhoštěm v roce 1999.
Z amerického originálu vydaného v New Yorku roku 1991 ji přeložila do češtiny Ladislava Vojtková s odbornou pomocí Jaroslava Olši, jr.. Brožovaná kniha má 264 stran, malý formát , barevnou obálku, je brožovaná.

## Trilogie Marid Audran v češtině
- Když přitažlivost selže
- Oheň ve Slunci
- Polibek vyhnanství

## Obsah knihy
Vyprávěč příběhu Maríd Audran žije v těžko identifikovatelné Arábii ( Budajín) , světě vyznávajícího spolu s ním korán. Je spolu s jedním z příbuzných šejků unesen a vysazen do pouště. Trpí tím spíš, že je závislý na drogách. Jen náhodou a díky svým implantátům oba přežijí. Jsou zachráněni beduíny, vrací se po mnoha útrapách do svého města, získávají opět vliv a postupně se únoscům pomstí.
Příběh patří do SF jen okrajově, ve zmínkách o raketoplánech, metodách aplikace drog. O světě mimo Arábii nehovoří.